# Бонгабти
Бонгабти  — потухший вулкан на полуострове Камчатка, Россия.
Палеовулкан расположен в центральной части Срединного хребта к юго-западу от села Эссо, лежит в верховьях реки Быстрой (Быстрая Козыревская) в междуречье её левых притоков Димшикан и Оемтевлан. Форма вулкана представляет собой сильно разрушенный пологий конус. Диаметр основания равен около 10 км, площадь — порядка 85 км². Объём изверженного материала 30 км³. Абсолютная высота — 1821 м, относительная же высота составляют около 500 м. Склоны вулкана разрезаны троговыми долинами.
Деятельность вулкана относится к древнечетвертичному периоду.